# Paolo Negro
Paolo Negro (16. duben 1972 Arzignano, Itálie) je bývalý italský fotbalový obránce. Od roku 2010 je trenérem a vedl spíše mládež.

## Klubová kariéra
Vyrůstal v Brescii, ale první zápasy v nejvyšší lize odehrál v Boloni v sezoně 1990/91. Ve stejné sezoně nastoupil prvně také do evropských pohárů a to do poháru UEFA. Po dvou sezonách u Rossoblù se vrátil do Brescie a tady vstřelil první branku v nejvyšší lize.
V roce 1993 byl za 4 miliardy lir prodán do Lazia. Nastupoval především na pravé straně obrany. Za Biancocelesti hrál dlouhých 12 let a za tuhle dobu získal celkem osm trofejí, což jej řadí s Favallim a Guttardim k nejúspěšnějším fotbalistou v historii Lazia. Získal jeden titul (1999/00), tři vítězství v italském poháru (1997/98, 1999/00, 2003/04), dvě vítězství italském superpoháru (1998, 2000) a po jednom vítězství v Poháru PVP (1998/99) a evropském superpoháru (1999). Po odchodu Nesty v roce 2002 nosil kapitánskou pásku. Celkem odehrál za Biancocelesti 376 utkání a vstřelil 24 branek. Je na 4. místě co se týče v počtu utkání v historri klubu.
V roce 2005 odešel dohrát fotbalovou kariéru do Sieny. Odehrál zde dvě sezony a po sezoně 2006/07 mu nebyla prodloužena smlouva a ukončil kariéru. Za tři roky se na hřiště vrátil v nižší regionální lize v klubu Cerveteri.

## Trenérská kariéra
Na konci roku 2010 byl angažován do klubu hrající nižší regionální ligu Cerveteri. V roce 2012 trénoval Zagarolo. Na začátku roku 2015 byl jmenován na krátkou dobu novým trenérem Latiny. V sezoně 2016/17 vedl Voluntas Spoleto. Poté působil v Sieně u mládeže a také jako technický ředitel. V sezoně 2021/22 vedl Sienu ve dvou utkání.

## Hráčská statistika
| Sezóna  | Klub    | Liga    | Liga   | Liga | Ligové poháry | Ligové poháry | Ligové poháry | Kontinentální poháry | Kontinentální poháry | Kontinentální poháry | Celkem | Celkem |
| Sezóna  | Klub    | Soutěž  | Zápasy | Góly | Soutěž        | Zápasy        | Góly          | Soutěž               | Zápasy               | Góly                 | Zápasy | Góly   |
| ------- | ------- | ------- | ------ | ---- | ------------- | ------------- | ------------- | -------------------- | -------------------- | -------------------- | ------ | ------ |
| 1989/90 | Brescia | Serie B | 0      | 0    | IP            | 0             | 0             | -                    | 0                    | 0                    | 0      | 0      |
| 1990/91 | Bologna | Serie A | 23     | 0    | IP            | 3             | 0             | UEFA                 | 5                    | 1                    | 31     | 1      |
| 1991/92 | Bologna | Serie B | 26     | 0    | IP            | 2             | 0             | -                    | 0                    | 0                    | 28     | 0      |
| 1992/93 | Brescia | Serie A | 26     | 1    | IP            | 0             | 0             | -                    | 0                    | 0                    | 26     | 1      |
| 1993/94 | Lazio   | Serie A | 23     | 1    | IP            | 1             | 0             | UEFA                 | 2                    | 0                    | 26     | 1      |
| 1994/95 | Lazio   | Serie A | 32     | 4    | IP            | 8             | 3             | UEFA                 | 8                    | 1                    | 48     | 8      |
| 1995/96 | Lazio   | Serie A | 31     | 1    | IP            | 4             | 0             | UEFA                 | 4                    | 0                    | 39     | 1      |
| 1996/97 | Lazio   | Serie A | 27     | 3    | IP            | 3             | 0             | UEFA                 | 4                    | 0                    | 34     | 3      |
| 1997/98 | Lazio   | Serie A | 28     | 2    | IP            | 10            | 0             | UEFA                 | 9                    | 0                    | 47     | 2      |
| 1998/99 | Lazio   | Serie A | 21     | 3    | IP+IS         | 4+0           | 0             | PVP                  | 3                    | 0                    | 28     | 3      |
| 1999/00 | Lazio   | Serie A | 26     | 2    | IP            | 5             | 0             | LM+ES                | 10+1                 | 1+0                  | 42     | 3      |
| 2000/01 | Lazio   | Serie A | 24     | 1    | IP+IS         | 3+0           | 0             | LM                   | 5                    | 0                    | 32     | 1      |
| 2001/02 | Lazio   | Serie A | 16     | 1    | IP            | 4             | 0             | LM                   | 5                    | 0                    | 25     | 1      |
| 2002/03 | Lazio   | Serie A | 19     | 1    | IP            | 3             | 0             | UEFA                 | 6                    | 0                    | 28     | 1      |
| 2003/04 | Lazio   | Serie A | 13     | 0    | IP            | 1             | 0             | LM                   | 3                    | 0                    | 17     | 0      |
| 2004/05 | Lazio   | Serie A | 4      | 0    | IP+IS         | 1+1           | 0             | UEFA                 | 4                    | 0                    | 10     | 0      |
| 2005/06 | Siena   | Serie A | 30     | 1    | IP            | 1             | 0             | -                    | 0                    | 0                    | 31     | 1      |
| 2006/07 | Siena   | Serie A | 20     | 3    | IP            | 0             | 0             | -                    | 0                    | 0                    | 20     | 3      |
| Celkem  | Celkem  | Celkem  | 389    | 24   | -             | 54            | 3             | -                    | 69                   | 3                    | 512    | 30     |

## Reprezentační kariéra
Za Itálii odehrál 8 utkání. První utkání odehrál 16. listopadu 1994 proti Chorvatsku (1:2). Trenér Dino Zoff jej nominoval na ME 2000, kde odehrál jedno utkání, které bylo také jeho poslední v reprezentačním dresu. I tak si z turnaje odvezl domů stříbrnou medaili.

### Statistika na velkých turnajích
| Reprezentace | Rok     | Zápasy             | Zápasy | Zápasy  | Zápasy           | Zápasy           | Zápasy   |
| Reprezentace | Rok     | Fáze turnaje       | Datum  | Soupeř  | Odehraných minut | Vstřelené branky | Výsledek |
| ------------ | ------- | ------------------ | ------ | ------- | ---------------- | ---------------- | -------- |
| Itálie       | ME 2000 | 3 zápas ve skupině | 19. 6. | Švédsko | 90               | 0                | 2:1      |

## Úspěchy

### Klubové
- 1× vítěz italské ligy (1999/00)
- 3× vítěz italského poháru (1997/98, 1999/00, 2003/04)
- 2× vítěz italského superpoháru (1998, 2000)
- 1× vítěz Poháru PVP (1998/99)
- 1x vítěz evropského superpoháru (1999)

### Reprezentační
- 1× na ME (2000 – stříbro)
- 1× na ME 21 (1994 – zlato)

### Vyznamenání
Řád zásluh o Italskou republiku (2000)